# Maverick
Maverick és una pel·lícula estatunidenca de Richard Donner, amb Mel Gibson, Jodie Foster i James Garner, estrenada el 1994 i doblada al català.

## Argument
Bret Maverick (Mel Gibson) és un jugador de pòquer professional. El seu talent li atreu més enemics que amics. Camí al torneig de pòquer del segle, coneix Annabelle Bransford (Jodie Foster), una encisadora jugadora desproveïda d'escrúpols, i Zane Cooper (James Garner), un sinistre xerif poc propens al joc. El viatge es presenta sembrat de trampes fins a la partida de pòquer més perillosa que Maverick mai no hagi hagut de jugar.

## Repartiment
- Mel Gibson: Bret Maverick
- Jodie Foster: Annabelle Bransford
- James Garner: Marshall Zane Cooper
- Graham Greene: Joseph
- Alfred Molina: Angel
- James Coburn: Comodore Duvall
- Dub Taylor: Receptionista
- Geoffrey Lewis: Matthew Wicker
- Paul L. Smith: l'arxiduc
- Dan Hedaya: Twitchy
- Dennis Fimple: Tartamut
- Denver Pyle: vell jugador
- Doug McClure: jugador de pòquer
- Max Perlich: Johnny Hardin
- Danny Glover: lladre de bancs
- Corey Feldman: lladre de bancs 2

## Al voltant de la pel·lícula[calcitació]
- James Garner, que fa el paper de Marshal Zane Cooper, és l'actor que havia interpretat el paper de Maverick en la sèrie de 1957.
- Danny Glover, el comparsa de Mel Gibson a Arma letal, hi fa una aparició (cameo) com atracador de banc. Al final de l'atracament, el seu personatge llança el famós: "Sóc massa vell per a aquesta mena de collonades"!
- Mel Gibson va fer un curs per aprendre a desembeinar.
- Els 25.000 dòlars que Maverick intenta ajuntar per participar en el torneig de pòquer representarien 600.000 dòlars el 2004.
- L'escena on Maverick ataca desertors disfressats d'indis, tira 14 vegades amb el seu revòlver sense recarregar-lo.

## Nominacions
- Oscar al millor vestuari el 1995.[cal citació]